# 緑苑東
緑苑東（りょくえんひがし）は、岐阜県各務原市の地名。現行行政町名は緑苑東一丁目から緑苑東四丁目。

## 地理
各務原市の東部の鵜沼地区に位置する。町域の東部は鵜沼及び加茂郡坂祝町勝山、西部は緑苑北、緑苑中、南部は鵜沼、北部は加茂郡坂祝町勝山に接する。
UR緑苑東団地であり、5階建ての集合住宅二十数棟がある。
道路
- みどり坂
- 緑苑環状道路

## 歴史
1976年（昭和51年）に緑苑東団地の開発が始まる。同年、開発（15.4ha、計画戸数1,000戸）が完了。1977年（昭和52年）7月19日に鵜沼の一部をもって緑苑東を設置する。

## 世帯数と人口
2024年（令和6年）10月1日現在の世帯数と人口は以下の通りである。
| 丁目         | 世帯数  | 人口  |
| ------------ | ------- | ----- |
| 緑苑東一丁目 | 96世帯  | 185人 |
| 緑苑東二丁目 | 68世帯  | 117人 |
| 緑苑東三丁目 | 111世帯 | 190人 |
| 緑苑東四丁目 | 69世帯  | 114人 |
| 計           | 344世帯 | 606人 |

## 小・中学校の学区
市立小・中学校に通う場合、学区は以下の通りとなる。
| 番・番地等 | 小学校               | 中学校               |
| ---------- | -------------------- | -------------------- |
| 全域       | 各務原市立緑苑小学校 | 各務原市立緑陽中学校 |

## 交通
- 岐阜バス緑苑八木山線
- 各務原市ふれあいバス東西線朝夕便、鵜沼線

## 主な施設
- 汚池　※読みは「おいけ」
- 緑苑東公園